# 이선 (탁구 선수)
이선(李仙)은 대한민국의 탁구 선수로 부산코카콜라에 소속되어 있었다. 1985년 스웨덴 고덴버그 세계선수권대회 단체전 동메달을 획득하였다.

## 참조
1. ↑  “스웨덴오픈 한국탁구 銅2개 그쳐”. 동아일보. 1985년 12월 2일.